# Hieracium orithales
Hieracium orithales es una especie de planta con flor del género Hieracium, de la familia Asteraceae, orden Asterales.

## Distribución
Hieracium orithales se distribuye por Escocia.

## Taxonomía
Fue descrita científicamente por E. F. Linton.